# Pouť krkonošská
Pouť krkonošská (1833-1834, tiskem 1862) je básnická próza, resp. báseň v próze českého romantického básníka Karla Hynka Máchy. Představuje syntézu romantické fantastičnosti a pesimistického pohledu na život. Někteří literární vědci zvažovali, zda próza neměla být součástí cyklu Obrazy ze života mého především kvůli motivu cesty do Krkonoš ke konci povídky  z cyklu Marinka. Tato hypotéza se však jeví spíše jako neprůkazná.

## Charakteristika prózy
Mácha ve své próze použil záznamy svých snů, které si poznamenal do svých Zápisníků pod názvy Sen a Poutník. Zároveň se nechal inspirovat svou cestou s přítelem Eduardem Hindlem do Krkonoš na konci léta roku 1833.
Pouť krkonošská je napsána ve třetí osobě a její ústřední postavou je osamělý mladý poutník, který zde vystupuje jako jakýsi symbol hledání smyslu života a smrti a do kterého Mácha stylizoval sám sebe. V první části vypravování převládá lyrický popis přírody, která je popsána jako ke všem událostem lhostejná a žijící si vlastním životem. Objevuje se i milostná tematika. Poutník vzpomíná na svou ztracenou lásku, což dodává textu velmi subjektivní ráz. Poté autor přidává popis gotického rozbořeného kláštera s mrtvými mnichy, který poutník objevil během své cesty. Nakonec poutník, změněný nešťastným životem ve starce, umírá (spáchá sebevraždu?). Ve vyprávění používá Mácha prvky strašidelného černého románu pro přiblížení složitého obsahu čtenáři.

## Obsah
Próza je uvedena veršovaným prologem připomínajícím jarmareční píseň evokující atmosféru pospolitosti a družnosti, která je v přímém rozporu s cítěním samotu hledajícího poutníka. Poté následuje vyprávění.
„Chýlilo se k večeru. Osamělý poutník kráčel stezkou ouzkou na rozlehlém temenu hor krkonošských pod vrcholkem Sněžky.“ Byl to asi dvacetiletý jinoch štíhlé vysoké postavy v černém přiléhavém oděvu. „Již na této první své pouti seznal, že nevešel v takový svět, jaký jemu slibovala mladistvá obrazotvornost jeho. On s roztouženým srdcem vstoupil v svět; doufaje, že všecky sny, které mladosť jeho růžovými zdobily věnci, zde v opravdivosť nalezne změněné, byl by celý láskou obejmul svět. Než příliš brzo sklesla opona, a on procitl ze snů mladistvých.“
Životem zklamaný poutník usedne na osamělé skalisko na vrcholu Sněžky. Zdá se mu, že vše, co je v životě krásné, už prožil a nenávratně ztratil. Přišel i o své ideály a krutě jej zasáhla nešťastná láska. Jeho život ztratil smysl a není nic, pro co by mohl žít. Uvažuje i o své smrti.
Nastane půlnoc a poutník najednou uslyší, že blízko něho se hrůzně ozývá temný zvuk zvonu. Následně spatří zříceniny starého gotického kláštera. Snaží se do něho dostat, ale silný vítr jej neustále sráží zpátky, takže se mu povede vstoupit do klášterní chodby až s vycházejícím sluncem. Potká mnicha, který mu řekne: „Právě vhod přicházíš, nebo dnešního dne procitnou zmrtvělí bratři kláštera našeho a lze jest tobě poptati se jich na všecko, co jsi tak dávno dychtil zvěděti.“
Mnich provází poutníka po klášteře. Uprostřed kláštera je velká síň, do které když kdokoliv z mnichů po jistých obřadech vstoupí, ztuhne, jakoby zemřel, ale každoročně jednou v jistý den obživne, a když den skončí, tak opět ztuhne a obživne opět v ten samý den po roce, což se s ním bude dít až do skonání světa. Před vstupem do síně spatří poutník předsíň se skutečně mrtvými mnichy. Průvodce mu vysvětlí, že tito mniši již neobživnou. Každý mnich, který je zavřený v síni, může po svém obživnutí síň opustit a pak se do ní vrátit nebo ne. Ti, kteří se nevrátí a zůstanou v předsíni, protože se jim zošklivil jednodenní život v celém roce a dávají nakonec přednost smrti, jsou pak po roce v poledne pohřbeni na klášterním hřbitově živými řeholními bratry.
Poutník pak může vstoupit do velké síně plné zmrtvělých mnichů a hodinu jim klást různé otázky. Jejich odpovědi jsou tak strašlivé, že nakonec vyběhne s hrůzou a pláčem ze síně i z kláštera. V poledne se ozvou zvony a z kláštera vyjde pohřební průvod navždy zemřelých. Za nimi se vyhrne dav obživlých mnichů, z nichž někteří chtějí sestoupit z hory dolů a jiní s nevýslovnou touhou hledí na krajinu pod nimi. Vichr je však všechny zadržuje u kláštera. Večer pak vichr zažene obživlé mnichy do předsíně, kde mnozí z nich zůstanou se sepjatýma rukama, zbytek pak (a někteří s chechtotem) se vrhne do síně. Dveře síně i předsíně se pak na rok zavřou.
V noci sestupuje poutník ze Sněžky. Zdá se mu, že se před ním vznáší bledá ženská postava se zesinalými rty a tváří bílou jako křída, jejíž mrtvé oko se upřeně dívá vzhůru na kříž na vrcholu hory, na který ukazuje i její ztuhlá sněhobílá ruka. Když Sněžka zmizí za skalinami, postava se změní ve starce s bílou po pás dosahující bradou, kterému okolo mrtvého obličeje padají dlouhé šedé vlasy s vpleteným věncem z bílých a červených růží. Ruka starcova pak ukazuje na tajemný černý průchod ve skále, ze které padá řeka.
Poutník pohlédne sám na sebe a zjistí, že je strašně proměněn: i jemu padají šedé vlasy okolo vysokého vráskovitého čela po vpadlých lících a mísí se s bílou, po pás dosahující bradou. Pak, hnán podivnou mocí a touhou následuje starce v temný průchod. 
„Krásné jitro vzešlo nad hlubokým dolem na východu hor Krkonošských. Tmavé jedle a borovice stály po horách v oděvu rosném, s vysoké skály padala řeka ve vymletou hlubinu, zčeřená v bílé pěny; kde však tišeji odplývala, byly vody její čisté a jasné, hlubina její zelenala se co lučiny z jara. V hlubinách těchto dřímal poutník, hlučný spád vody uspával jej v nejtišší sen, a vlny říčné táhly teď nad ním co zvučné lkání zvonů večerních tichou krajinou, avšak již neuváděly, co druhdy zvonů zvuk v ducha poutníkova minulé dny.“

## Ohlas prózy ve filmu
Roku 2020 natočil režisér Karel Čtveráček dokumentární film Pouť krkonošská inspirovaný prózou Karla Hynka Máchy. Film zachycuje devítidenní pěší putování z Prahy na nejvyšší horu Čech Sněžku, které podnikl se svými přáteli ze spolku Pilgrim teoretik umění Jiří Zemánek.